# Tom Cosgrove
Thomas D. Cosgrove (Staten Island, Nueva York, 14 de junio de 1996), más conocido como Tom Cosgrove, es un jugador profesional estadounidense de béisbol que se desempeña en la posición de lanzador en San Diego Padres, equipo de las Grandes Ligas de Béisbol (MLB).

## Carrera
En 2023, Cosgrove hizo su debut en la MLB con el equipo San Diego Padres, donde lleva jugando dos temporadas.